# Nespolno razmnožavanje
Nespolno razmnožavanje odnosno aseksualno ili agamičko razmnožavanje oblik je razmnožavanja u kojem nastaje organizam identičan roditeljskom organizmu, a tako nastali organizmi nazivaju se klonovi.  Nespolno razmnožavanje ne uključuje spolne stanice, a može se odvijati diobom (poprečna i uzdužna) ili pupanjem (hidra, spužve). Mnoge se biljke razmnožavaju nespolno sporama (gljive) koje nastaju u sporangijima. Tako se jagoda razmnožava vriježama, a krumpir pupovima iz gomolja.
| Nespolno razmnožavanje              | Spolno razmnožavanje                      |
| ----------------------------------- | ----------------------------------------- |
| potreban jedan roditelj             | potrebna dva roditelja                    |
| genetički jednaki potomci (klonovi) | genetički različiti potomci               |
| papučica (dioba)                    | čovjek, primati, sisavci (spolne stanice) |